# Пануко (Веракрус)
Па́нуко (исп. Pánuco, произношениео файле) — город и муниципалитет в Мексике, входит в штат Веракрус. Город расположен на берегу реки Пануко. Численность населения, по данным переписи 2020 года, составила 41 588 человек.

## История
Традиционно считается, что Пануко был основан Эрнаном Кортесом 22 декабря 1522 года как Вилья-де-Сантистебан-дель-Пуэрто, второй муниципалитет на американском континенте. В ранний колониальный период он был столицей провинции Пануко. 
Экспедиция Эрнандо де Сото в 1541 году остановилась в Пануко после его смерти.
23 апреля 1900 года Пануко был уничтожен пожаром, в результате которого более 2000 человек остались без дома.
30 июня 1931 года ему был присвоен статус города.